# Strada provinciale 15 Bordona
La strada provinciale 15 Bordona è una strada provinciale italiana della città metropolitana di Bologna.

## Percorso
Ha origine dalla SP 21 Val Sillaro in comune di Casalfiumanese. Da Ca' di Tonino (460 m s.l.m.) scende, verso sud-est, prima a Pezzolo, poi nella valle del rio Bordona da cui trae il nome e quindi nella valle del torrente Magnola. Giunge così a Castel del Rio per terminare con l'immissione nell'ex SS 610 Selice o Montanara Imolese.